# The Grease Band
The Grease Band (englisch für die Schmierfett-Band) war eine britische Rockband, die 1966 von Joe Cocker (Gesang) und Chris Stainton (Bass, Keyboards) in Sheffield gegründet wurde. Als Leadgitarrist wirkte der nordirische Gitarrist Henry McCullough mit, der anschließend bei Paul McCartneys neu gegründeter Gruppe Wings einstieg.
Als Begleitband von Cocker war sie bei seiner ersten Hit-Single Marjorine 1968 dabei, die überraschend ein Top-50-Hit in Großbritannien wurde. Die nächste Single, eine Coverversion des Beatles-Songs With a Little Help from My Friends, erreichte sogar Platz 1 der Charts. Es folgten Tourneen und 1969 der Auftritt beim Woodstock-Festival, der die Gruppe und ihren Sänger auch in den Vereinigten Staaten bekannt machte. 1970 trennte sich Cocker von der Band, um seine Karriere alleine fortzusetzen. Die Grease Band spielte danach ein eigenes Album ein, löste sich aber danach 1971 auf. 1975 gab es eine kurze Wiedervereinigung, die ein zweites Album hervorbrachte, bevor die endgültige Auflösung erfolgte.

## Diskografie
- The Grease Band (1971)
- Amazing Grease (1976)